# Attaque à la voiture-bélier du 23 avril 2018 à Toronto
L'attaque à la voiture-bélier de Toronto est une tuerie de masse ayant eu lieu le 23 avril 2018 à Toronto au Canada.
Il s'agit de l'attaque à la voiture-bélier la plus meurtrière de l'histoire du Canada.

## Chronologie
Peu après 13 h heure locale, un Chevrolet Express blanc se met à rouler volontairement à environ 60 km/h sur le trottoir de la rue Yonge, au nord de Toronto, sur environ un kilomètre, fauchant de nombreux piétons. Dix personnes sont mortes (neuf sur place et une à l'hôpital). Le conducteur, un homme de 25 ans, Alek Minassian, est par la suite sorti du véhicule, agité et menaçant. Il est cependant arrêté sans violence par la police de Toronto à 13 h 32.

## Victimes
Les victimes sont majoritairement des femmes,,; huit femmes et deux hommes âgés de 22 à 94 ans. Deux d'entre elles étaient d'origine étrangère, de Corée du Sud et de Jordanie. Seize autres personnes âgées de 23 à 90 ans ont été blessées.
La liste des victimes comporte onze personnes.
1. Beutis Renuka Amarasinghe (45)
2. Andrea Bradden (33)
3. Geraldine Brady (83)
4. So He Chung (22)
5. Anne Marie D'Amico (30)
6. Mary Elizabeth Forsythe (94)
7. Chul Min Kang (45)
8. Jim Hun Kim (22)
9. Munir Najjar (85)
10. Dorothy Sewell (80)
11. Amaresh Tesfamariam (65)

## Tueur
Alek Minassian faisait partie des Incels, un groupe 4chan de célibataires misogynes. Peu avant de commettre son acte, il avait posté sur sa page Facebook un message annonçant qu'il allait tuer le plus possible de « Stacy » et de « Chad », les surnoms donnés respectivement par les Incels aux femmes et aux hommes qui selon eux sont attractifs, et il se réclamait du tueur d'Isla Vista, un autre Incel.
Le tueur explique aussi qu’il s’identifie à des groupes d’hommes hétérosexuels sexuellement frustrés avec lesquels il interagissait en ligne.

## Procès
(mai 2018).
Le texte peut changer fréquemment, n’est peut-être pas à jour et peut manquer de recul. 
Le titre et la description de l'acte concerné reposent sur la qualification juridique retenue lors de la rédaction de l'article et peuvent évoluer en même temps que celle-ci.
Alek Minassian comparaît une première fois le 10 mai 2018. Il est alors chargé de 26 chefs d'accusation : 10 meurtres et 16 tentatives de meurtre. C'est la thèse du féminicide qui est privilégiée, en raison du nombre beaucoup plus élevé de femmes que d'hommes mort(e)s durant l'attaque, du statut Facebook misogyne publié avant les faits, et du fait que Minassian ait répété à plusieurs reprises : « j’ai peur des filles » ainsi que parce que le tueur dit avoir planifié son attentat dès mars 2018 et "avoir accompli sa mission", tout en expliquant ses idéologies et son implication active en ligne, dans des groupes d'hommes hétérosexuels sexuellement frustrés. Le procès doit se tenir le 3 février 2020.
À la suite de ce procès, Alek Minassian a été reconnu coupable le 3 mars 2021 des 26 chefs d'accusation qui pesaient sur lui,. La sentence est finalement ajournée, et repoussée au 11 janvier 2022.
Le 13 juin 2022, Minassian est condamné à la prison à vie, sans possibilité de libération conditionnelle pendant 25 ans. Il dépose cependant une demande d'appel le mois suivant, faisant notamment valoir que la juge de première instance avait « mal interprété » les preuves des experts et avait tiré des conclusions déraisonnables.